# W 윈도 시스템
W 윈도 시스템(W Window System) 또는 간단히 W는 현대 X 윈도 시스템의 이름과 개념상의 선구자인 더 이상 개발되지 않는 윈도 시스템이다.
W는 원래 폴 아센테와 브라이언 리드가 스탠퍼드 대학교에서 V 운영체제를 위해 개발했다. 1983년, 폴 아센테와 크리스 켄트는 VS100에서 이 시스템을 UNIX로 포팅하여 MIT 컴퓨터 과학 연구소에서 일하는 사람들에게 복사본을 제공했다.
1984년, MIT의 밥 샤이플러는 W의 동기 프로토콜을 비동기 방식으로 대체하고 그 결과를 X라고 명명했다.
이후 X 윈도 시스템은 많은 근본적인 변화를 겪었으며 더 이상 W와 중요한 유사성을 지니지 않는다.

## 같이 보기
- 자유-오픈 소스 소프트웨어의 역사